# Calmucos
Calmucos ou calmuques são um povo nómada de origem mongol e seguidores da fé budista estabeleceram-se nas antigas terras Nogais, que hoje é conhecida como Calmúquia. É-lhes atribuído esse nome desde o século XVII quando chegaram à desembocadura do rio Volga provenientes das estepes das Ásia Central.

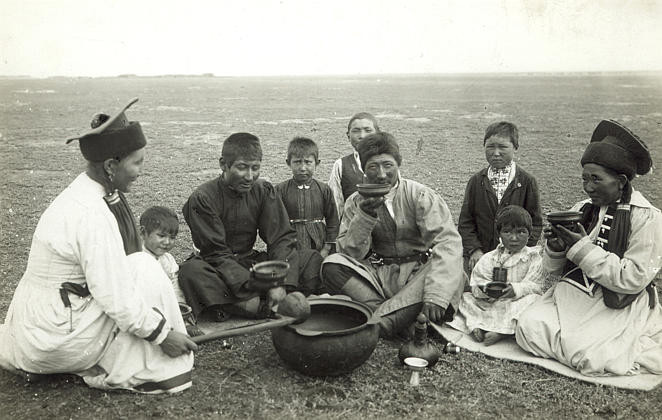

Os czares da Rússia usaram-nos como povo de fronteira contra as incursões de outros povos das estepes e como soldados do exército imperial. No entanto, este povo de carácter forte participou em algumas revoltas contra o governo de Catarina II. 
Durante a revolução socialista na Rússia e com o triunfo bolchevique, converteu-se o império em repúblicas. A parte territorial ocupada pelos calmucos foi transformada numa região autónoma e depois em república integrada na Rússia desde 1936.
Os calmucos foram muito reticentes a esta forma de governo como o resto dos povos pecuaristas o foram à colectivização a que foram forçados.
Durante a Segunda Guerra Mundial esta zona da Rússia só foi afectada pela frente de guerra no verão de 1942 quando os alemães iniciaram uma ofensiva geral no Cáucaso tentando chegar a Bacu, a grande capital do petróleo do Mar Cáspio.
Os alemães apoiaram a criação de um Comité de Libertação Nacional em Elista, a capital. Os calmucos sob o comando de um antigo suboficial alemão que sabia a língua por ter estado na região durante a Primeira Guerra Mundial e que por essa via chegou a capitão, formaram um corpo de cavalaria contra o comunismo soviético.
A reposta do regime comunista foi a deportação dos povos do Cáucaso, que tinham estado em contacto com os alemães para a Ásia central.
Em cerca de quatro dias uma grande parte da população da etnia calmuca foi transferida para a Sibéria, levando isto a uma grande quantidade de mortos, principalmente entre os mais fracos. 
Só em 1957, depois da morte de Estaline o povo calmuco pôde aos poucos voltar à sua antiga pátria, na foz do grande rio Volga. 
O território calmuco, actualmente faz parte da Federação Russa, tendo uma população que ronda os 400 mil habitantes, sendo dessa população cerca de 50% calmucos.
Mantêm o budismo na sua maneira de ser e estar, formando a sua personalidade. O seu território tem uma costa marítima com o mar Cáspio fazendo fronteira com a localidade de Astracã na foz do Volga.

## Mitologia
- Abida